# Hibiscus kokio
Hibiscus kokio är en malvaväxtart som beskrevs av Wilhelm B. Hillebrand och Heinrich Wawra.
Hibiscus kokio ingår i Hibiskussläktet som ingår i familjen malvaväxter.

## Underarter
Arten delas in i följande underarter:
- Hibiscus kokio kokio
- Hibiscus kokio saintjohnianus

## Bildgalleri

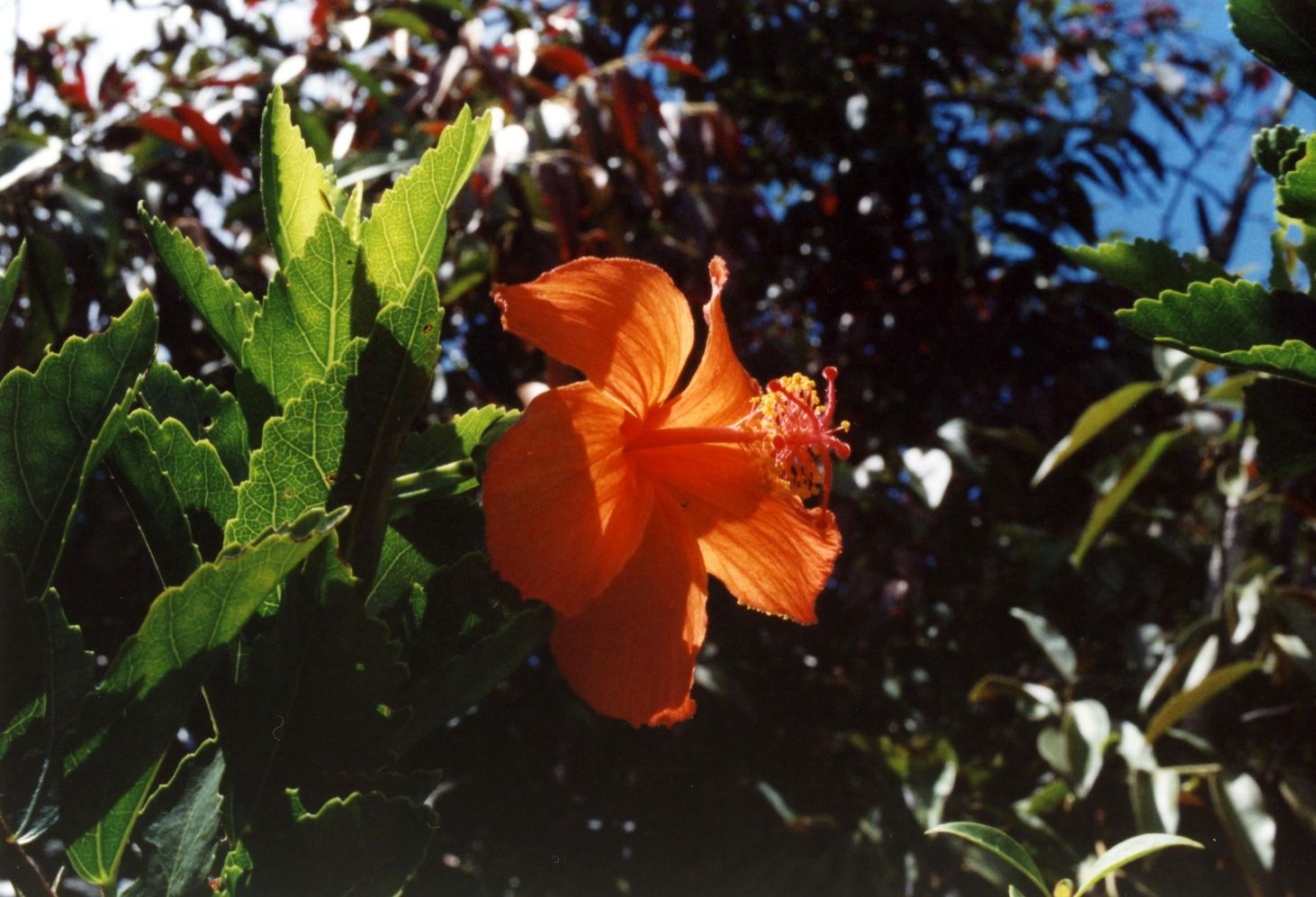
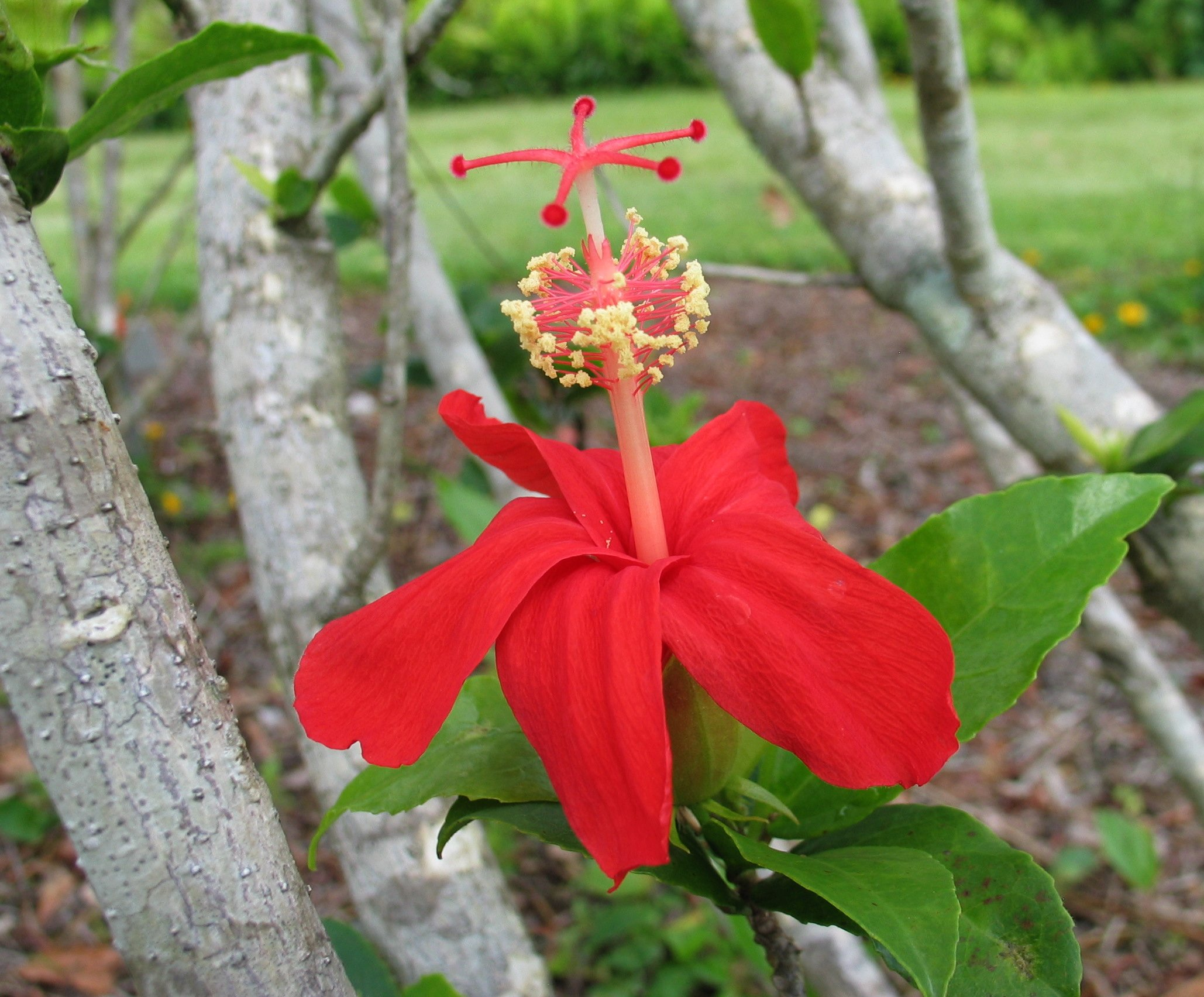
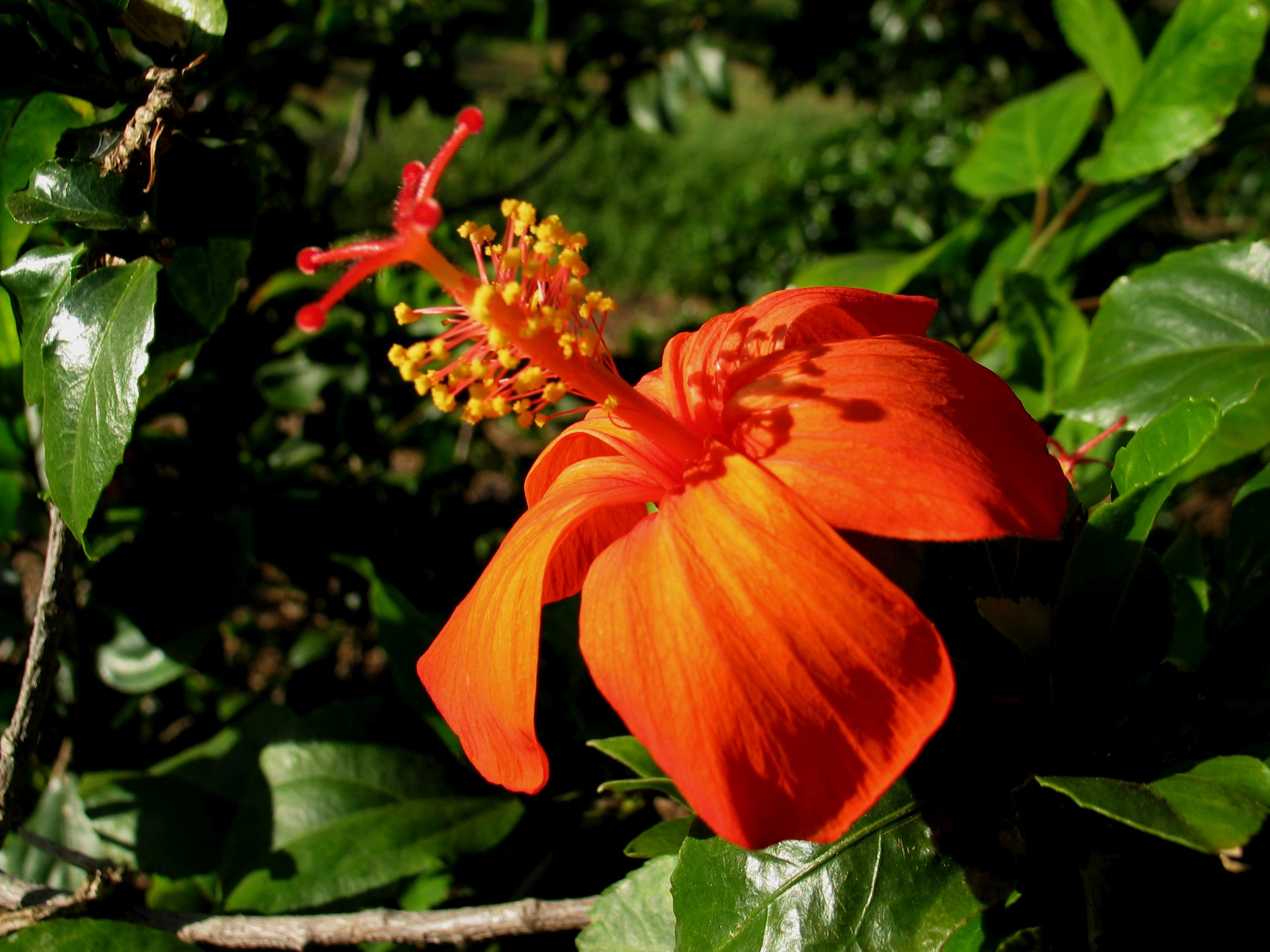
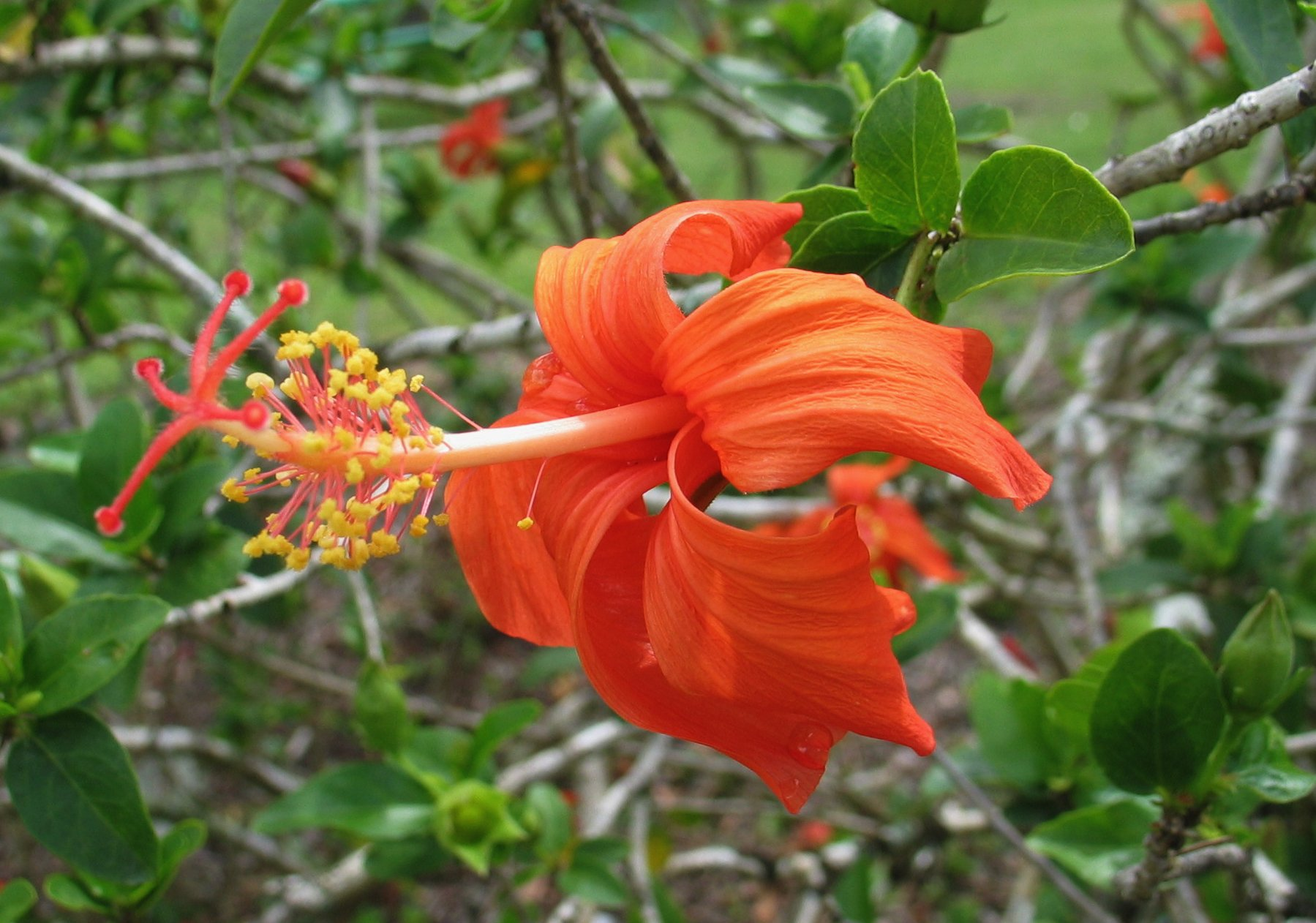
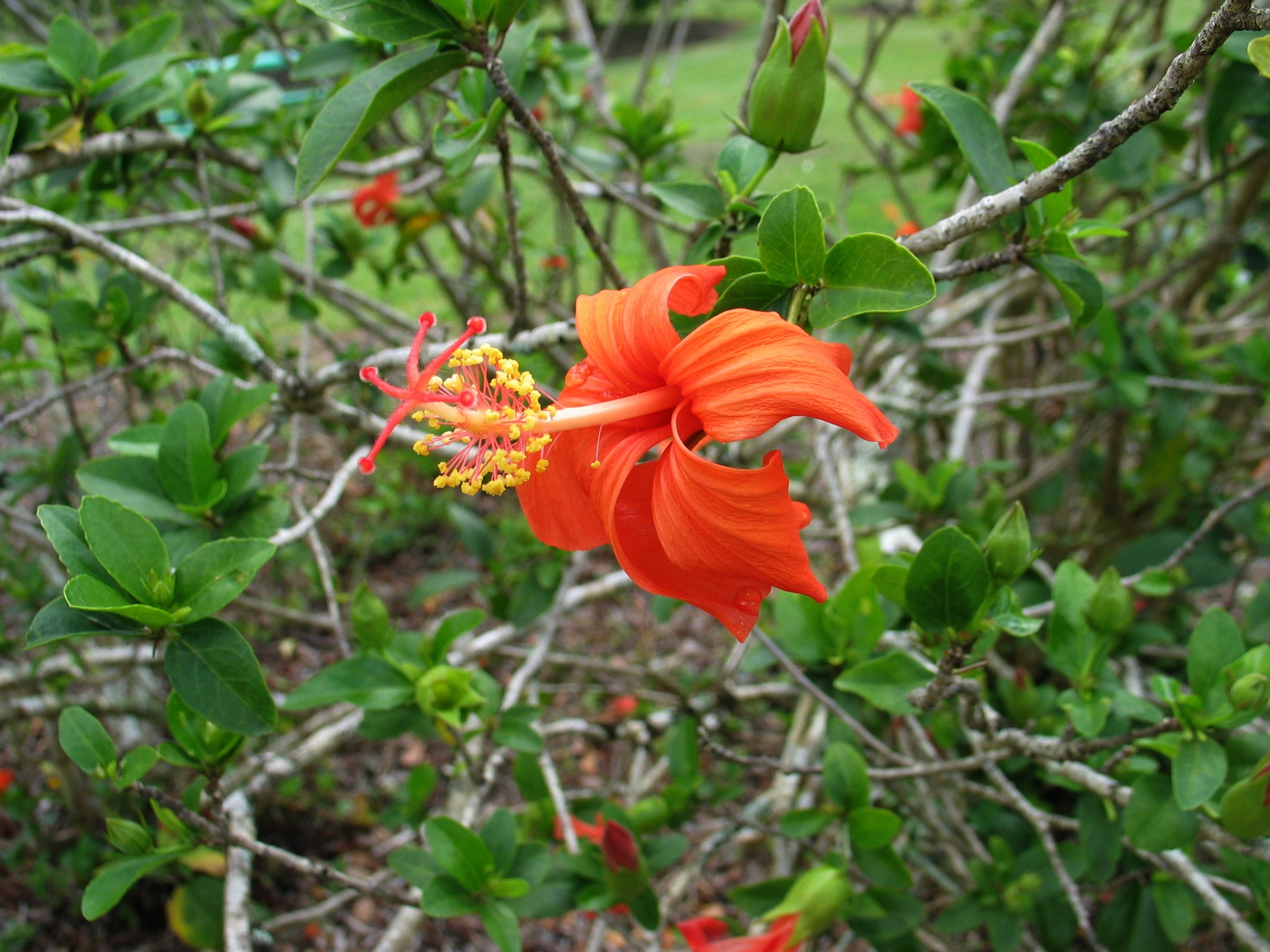
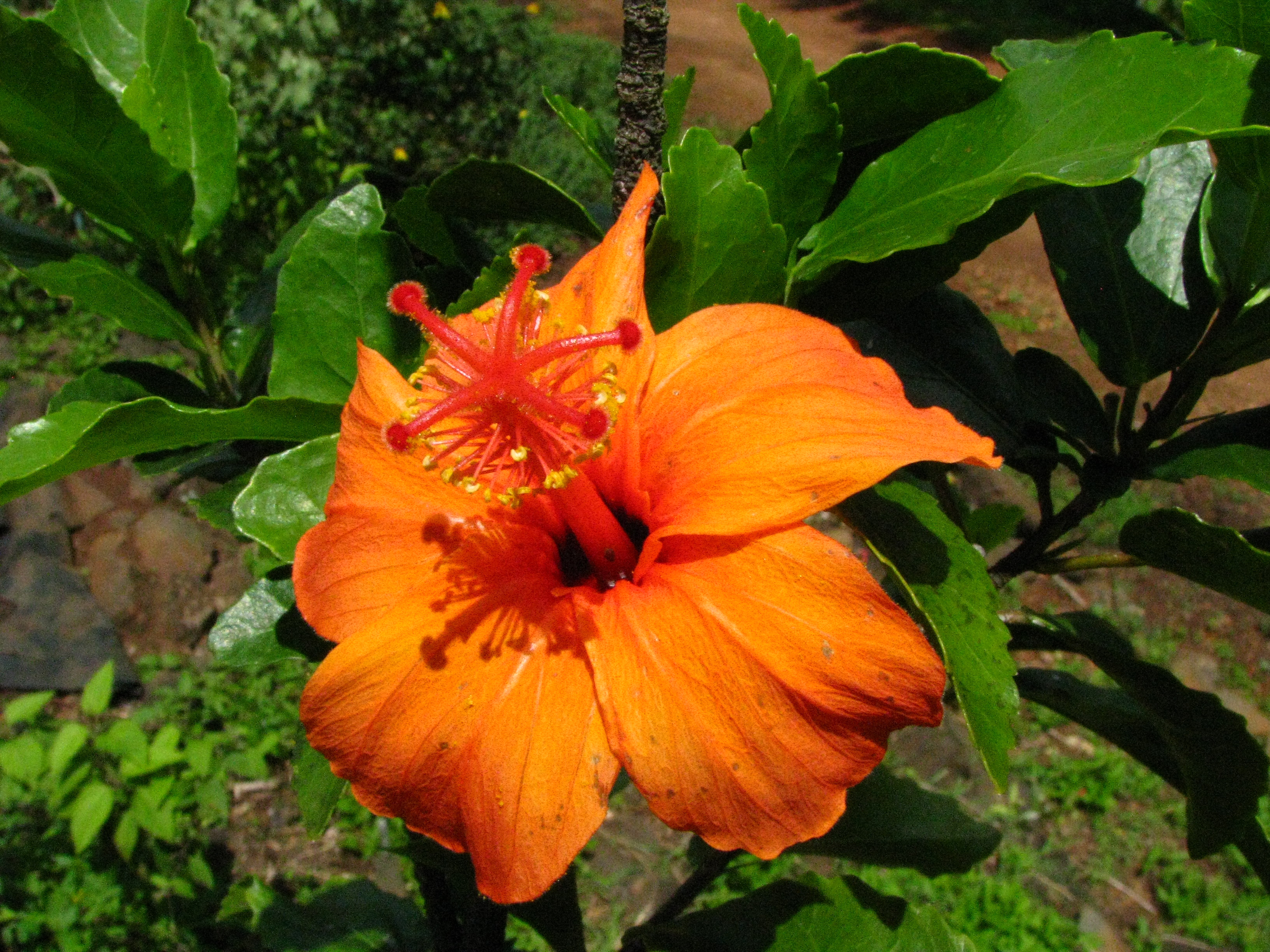